# Escabeche

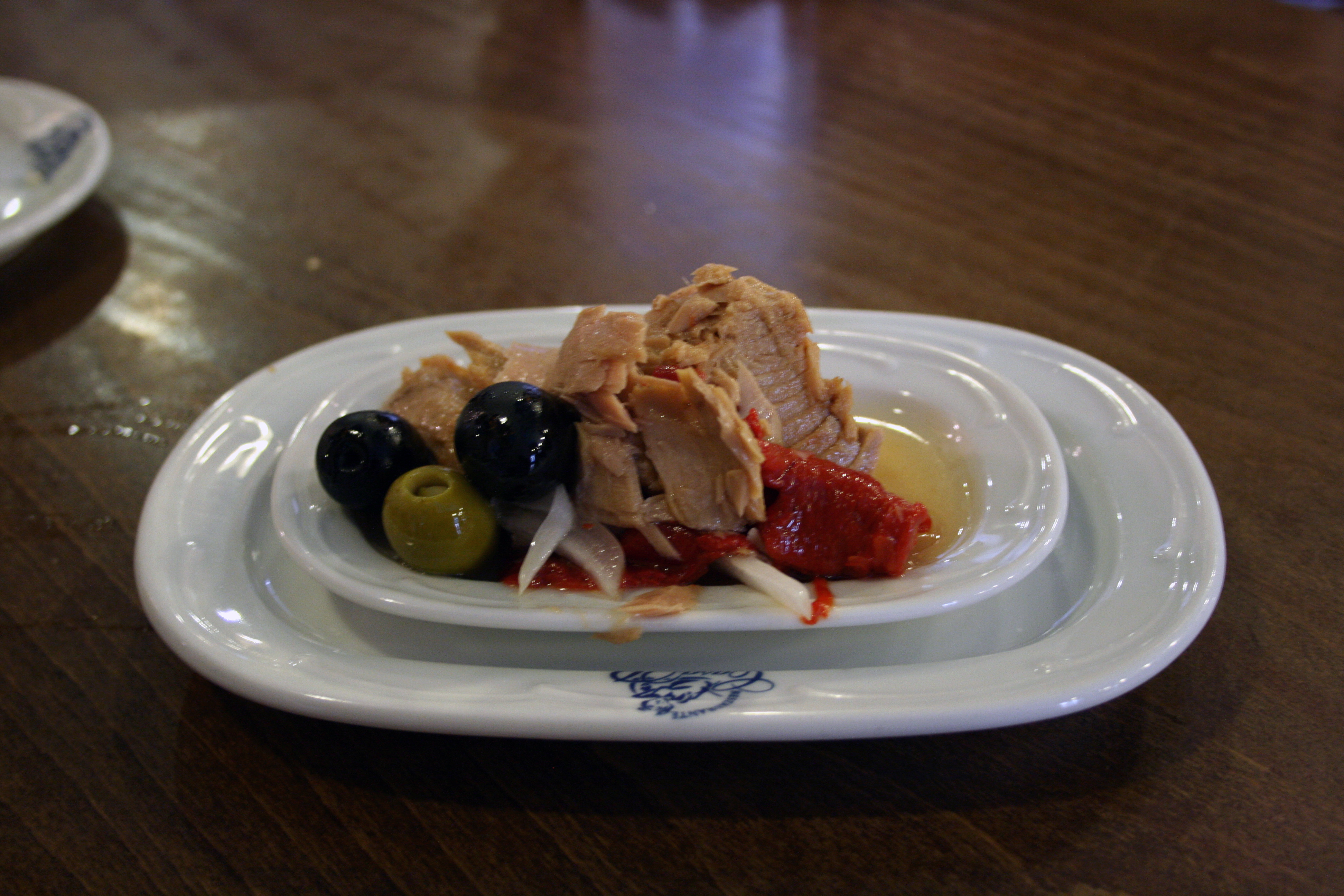
Escabeche mit Bonito

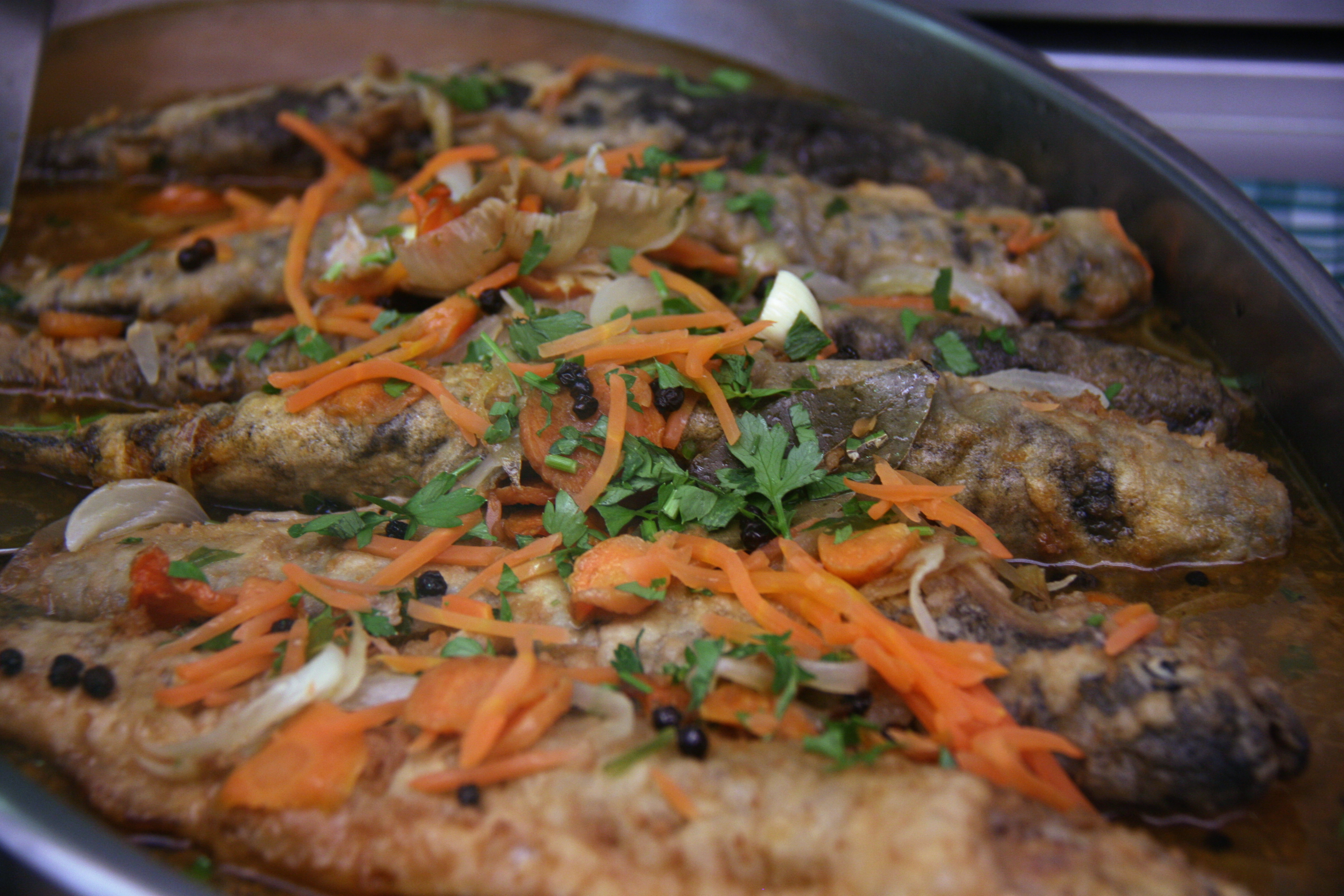
Escabeche mit Forelle

Escabeche (über Arabisch sikbāǧ von Persisch sekbā, „saure Nahrung“) ist ein traditionelles Gericht der spanischen, lateinamerikanischen und nordafrikanischen Küche.
Zur Zubereitung wird Fisch in Mehl gewendet und in Öl gebraten, in einer Marinade aus Öl, Essig, Wasser, Zwiebel, Knoblauch, Lorbeer, Möhren, Paprika und Gewürzen eingelegt und mindestens 24 Stunden gebeizt. Die Zubereitungsart ähnelt der von Bratheringen. 
Das Gericht kann kalt, aber auch erneut aufgekocht als Eintopf mit Brot serviert werden. In Jamaika wird es als escovitch, in Italien als escabecio, scapece oder savoro, in Griechenland als savoro und in Nordafrika als scabetche bezeichnet.